# Gladys Knight
Gladys Knight (Atlanta, 1944. május 28. –) hétszeres Grammy-díjas amerikai énekesnő, színésznő, dalszerző.

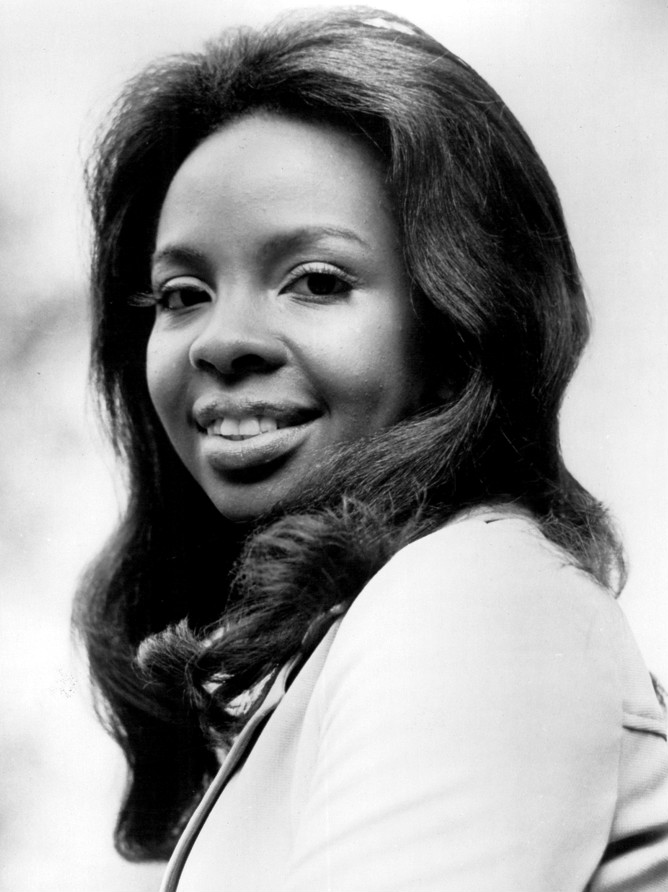
1974-ben

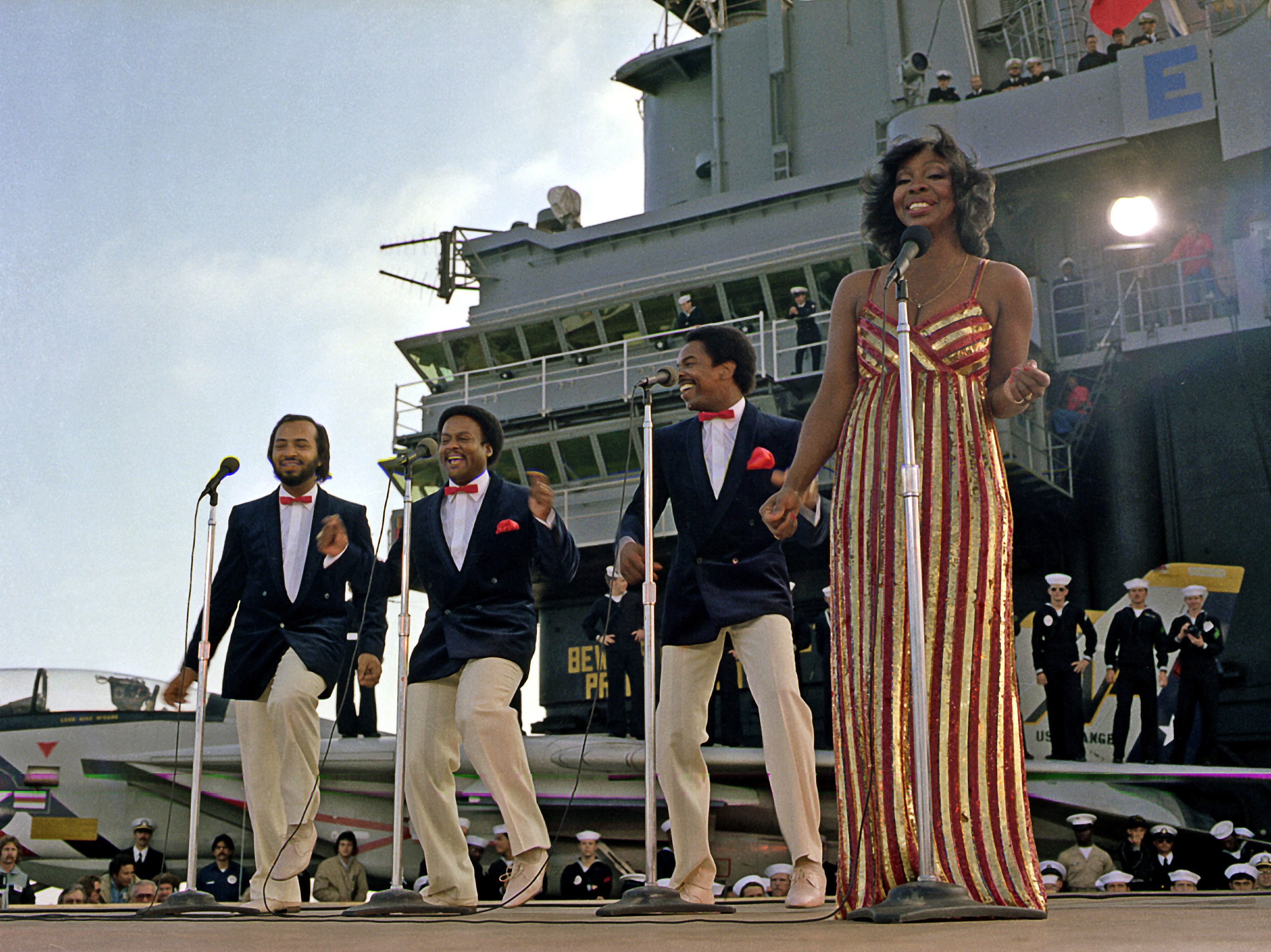
Gladys Knight & the Pips

## Pályafutása
Még csak hétéves volt, amikor egy tehetségkutató versenyen felfigyeltek rá. Még gyerek volt, amikor testvéreivel és unokatestvéreivel megalapította a Gladys Knight & the Pips együttest, ami előbb gospeleket énekelt, majd világi dalokat is előadott. A sikeres dalszerző, Van McCoy menedzselte őket.
Több mint ötven daluk került fel különböző listákra. Az együttes nyert Grammy-díjakat, American Music Awardsot és más elismeréseket is kapott, majd 1980-ban a kiadóval történt anyagi viták következtében feloszlott.
Gladys mint szólista is azonnal eredményesen lépett pályára. Sikereit hosszú pályája során rendre, következetesen blues és soul előadásokkal aratta.

## Albumok
- Letter Full of Tears (1961)
- Gladys Knight & the Pips (1964)
- Everybody Needs Love (1967)
- Feelin' Bluesy (1968)
- Silk & Soul (1968)
- Nitty Gritty (1969)
- All in a Knight's Work (1970)
- If I Were Your Woman (1971)
- Standing Ovation (1971)
- All I Need Is Time (1973)
- Gladys Knight & the Pips Super-Pak (1973)
- Help Me Make It Through the Night (1973)
- It Hurt Me So Bad (1973)
- Neither One of Us (1973)
- Imagination (1973)
- Claudine (Original Soundtrack; 1974)
- Gladys Knight & the Pips (1974)
- I Feel a Song (1974)
- Knight Time (1974)
- 2nd Anniversary (1975)
- A Little Knight Music (1975)
- Bless This House (1976)
- Pipe Dreams (1976)
- Love Is Always on Your Mind (1977)
- Still Together (1977)
- The One and Only (1978)
- Miss Gladys Knight (1978)
- Gladys Knight (1979)
- Memories (1979)
- About Love (1980)
- Midnight Train to Georgia (1980)
- That Special Time of Year (1980)
- I Feel a Song (1981)
- Teen Anguish, Vol. 3 (1981)
- Touch (1981)
- Visions (1983)
- Life (1985)
- All Our Love (1988)
- Christmas Album (1989)
- Good Woman (1991)
- Just for You (1994)
- Lost Live Album (1996)
- Many Different Roads (1998)
- At Last (2000)
- Midnight Train (2001)
- Christmas Celebrations (2002)
- The Best Thing That Ever Happened to Me (2003)
- One Voice (2005)
- Before me (2006)

## Filmek
- 1976: Pipe Dreams (Golden Globe-díj: New Star of the Year – jelölés)
- 1987: Desperado
- 1993: Twenty Bucks
- 2003: Hollywood Homicide
- 2006: Unbeatable Harold
- 2006: Holidaze: The Christmas That Almost Didn't Happen
- 2009: I Can Do Bad All by Myself
- 2014: Seasons of Love
- 2016: Almost Christmas

## Díjak
Grammy-díjak
- 1973: Best Pop Performance by a Duo or Group with Vocals
- 1973: Best R&B Performance by a Duo or Group with Vocals
- 1986: „That's What Friends Are For” (Dionne Warwick, Elton John, Gladys Knight & Stevie Wonder)
- 1988: „Love Overboard” (Gladys Knight And the Pips)
- 2001: Best Traditional R&B Vocal Album
- 2004: Best Gospel Performance
- 2005: Best Gospel Choir or Chorus Album

Más díjak
- 1992: Essence Award for Career Achievement
- 1995: Hollywood Walk of Fame
- 1997: Trumpet Awards Foundation Pinnacle Award
- 2005: BET Lifetime Achievement Award
- 2007: NAACP Image Award for Outstanding Jazz Artist
- 2007: Society of Singers Ella Award, also declared the „Empress of Soul”
- 2008: BET Inaugural Best Living Legend Award
- 2008: National Black Arts Festival Honoree at Legends Celebration
- 2011: Soul Train Music Awards Lifetime Achievement Award

Honorary Doctorate in Performing Arts, Shaw University